# Municipio de South Branch (condado de Wexford)
El municipio de South Branch (en inglés: South Branch Township) es un municipio ubicado en el condado de Wexford en el estado estadounidense de Míchigan. En el año 2010 tenía una población de 383 habitantes y una densidad poblacional de 4,1 personas por km².

## Geografía
El municipio de South Branch se encuentra ubicado en las coordenadas 44°12′12″N 85°45′23″O / 44.20333, -85.75639. Según la Oficina del Censo de los Estados Unidos, el municipio tiene una superficie total de 93.37 km², de la cual 93.31 km² corresponden a tierra firme y (0.07%) 0.06 km² es agua.

## Demografía
Según el censo de 2010, había 383 personas residiendo en el municipio de South Branch. La densidad de población era de 4,1 hab./km². De los 383 habitantes, el municipio de South Branch estaba compuesto por el 96.08% blancos, el 0.26% eran afroamericanos, el 1.31% eran amerindios, el 0.26% eran asiáticos, el 0.52% eran isleños del Pacífico, el 0.26% eran de otras razas y el 1.31% pertenecían a dos o más razas. Del total de la población el 0.78% eran hispanos o latinos de cualquier raza.